# Веселаго, Виктор Георгиевич
Ви́ктор Гео́ргиевич Весела́го (13 июня 1929 — 15 сентября 2018) — советский и российский физик, один из пионеров оптики метаматериалов. Лауреат Государственной премии СССР.

## Биография
Веселаго родился в Запорожской области УССР в семье Георгия Сергеевича (1893—1937), одного из работников «Днепростроя». Мать, Елена Борисовна Веселаго (Коялович, 1895—1987), — дочь известного русского и советского математика, метролога, шахматиста Бориса Михайловича Кояловича. 
Ещё в школе он увлёкся физикой, прочитав книгу С. Э. Хайкина «Что такое радио», и поступил на физико-технический факультет МГУ, где слушал лекции Л. Д. Ландау, П. Л. Капицы, С. М. Рытова и других крупных учёных. Дипломный проект Веселаго выполнял под руководством М. Е. Жаботинского, а дипломную работу — в Физическом институте им. П. Н. Лебедева (ФИАН) в группе Н. А. Ирисовой. Там же, в ФИАНе, под руководством будущего нобелевского лауреата А. М. Прохорова он начал свою научную деятельность, а с 1982 года и до ухода из жизни работал в Институте общей физики (ИОФАНе). Одновременно с 1961 года Веселаго преподавал в Московском физико-техническом институте, активно участвовал в организации факультета проблем физики и энергетики и кафедры прикладной физики. Более 20 лет он был членом экспертного совета ВАК по физике.
В 1990-е годы Веселаго стал одним из инициаторов организации научных интернет-рассылок в России (система «Информаг»), в 1998 году основал первый российский электронный научный журнал «Исследовано в России».

## Научная деятельность
В 1960-е годы Веселаго участвовал в разработке установки «Соленоид» для получения сверхсильных магнитных полей, которая строилась в ФИАНе и создание которой было отмечено Государственной премией СССР.
В 1967 году, основываясь на работах Л. И. Мандельштама, Веселаго описал ожидаемые свойства материалов с отрицательным показателем преломления: показал, что для этого материал должен обладать одновременно отрицательными диэлектрической и магнитной проницаемостями, что плоскопараллельная пластина из такого материала должна передавать изображение без искажений и что при поглощении света в таком материале световое давление переходит в притяжение. Эти предсказания были реализованы в 2000 году, когда американские учёные под руководством Дэвида Смита создали первые «отрицательные материалы», а английский физик Джон Пендри продемонстрировал повышенную разрешающую способность плоской линзы Веселаго. С этого момента началось бурное развитие физики искусственных структур, в настоящее время обычно называемых метаматериалами.

## Награды
- Государственная премия СССР в области науки и техники (1976)
- Заслуженный деятель науки Российской Федерации (2001)[5]
- Премия имени В. А. Фока (2004)[6]
- Медаль Миса[англ.] (2009)[7]

## Избранные публикации
- В. Г. Веселаго. Электродинамика веществ с одновременно отрицательными значениями ε и μ // УФН. — 1967. — Т. 92, № 7. — С. 517.
- В. Г. Веселаго. О формулировке принципа Ферма для света, распространяющегося в веществах с отрицательным преломлением. // УФН. — 2002. — Т. 172, № 10. — С. 1215.
- В. Г. Веселаго. Электродинамика материалов с отрицательным коэффициентом преломления (Сессия 26.03.03) // УФН. — 2003. — Т. 173, № 7. — С. 790.
- Veselago V., Braginsky L., Shklover V., Hafner C. Negative Refractive Index Materials // Journal of Computational and Theoretical Nanoscience. — 2006. — Vol. 3, № 2. — С. 189—218. — doi:10.1166/jctn.2006.3000.